# Delta-caténine
Les delta-caténines, représentés par les caténines (du latin, catena = chaîne) Delta-1 et Delta-2 sont des membres de la superfamille des protéines à répétitions Armadillo.

## Description
Les sept membres identifiés des trois sous-familles (alpha, beta, gamma, delta) des caténines ont des fonctions différentes. Les caténines se lient aux cadhérines, des protéines transmembranaires, et servent d'ancrage pour le cytosquelette. Elles jouent donc un rôle dans l'adhésion cellules-cellules.
La caténine Delta-2 est impliquée dans le développement de l'œil et du cerveau, avec un rôle dans la formation et/ou la maintenance des dendrites et des synapses. Ce gène est codé par une région du bras court du chromosome 5.
Sa délétion est responsable du syndrome du cri du chat. L'épissage alternative résulte en de multiples variants de transcripts, codant différentes isoformes.
Comme les bêta-caténines, les delta-caténines signalent dans la voie Wnt . La caténine Delta-1 est un régulateur du facteur de transcription NF-κB. En se fixant dans le domaine cytoplasmique de l'E-cadhérine, la caténine Delta-2 empêche sa liaison avec la jonction adhérente et favorise la migration cellulaire, y compris cancéreuse .